# Reichenbachtal
La Reichenbachtal est une vallée de montagne située dans la commune de Schattenhalb, dans l’Oberland bernois, au-dessus de Meiringen à environ 1 350 m d’altitude.

## Géographie

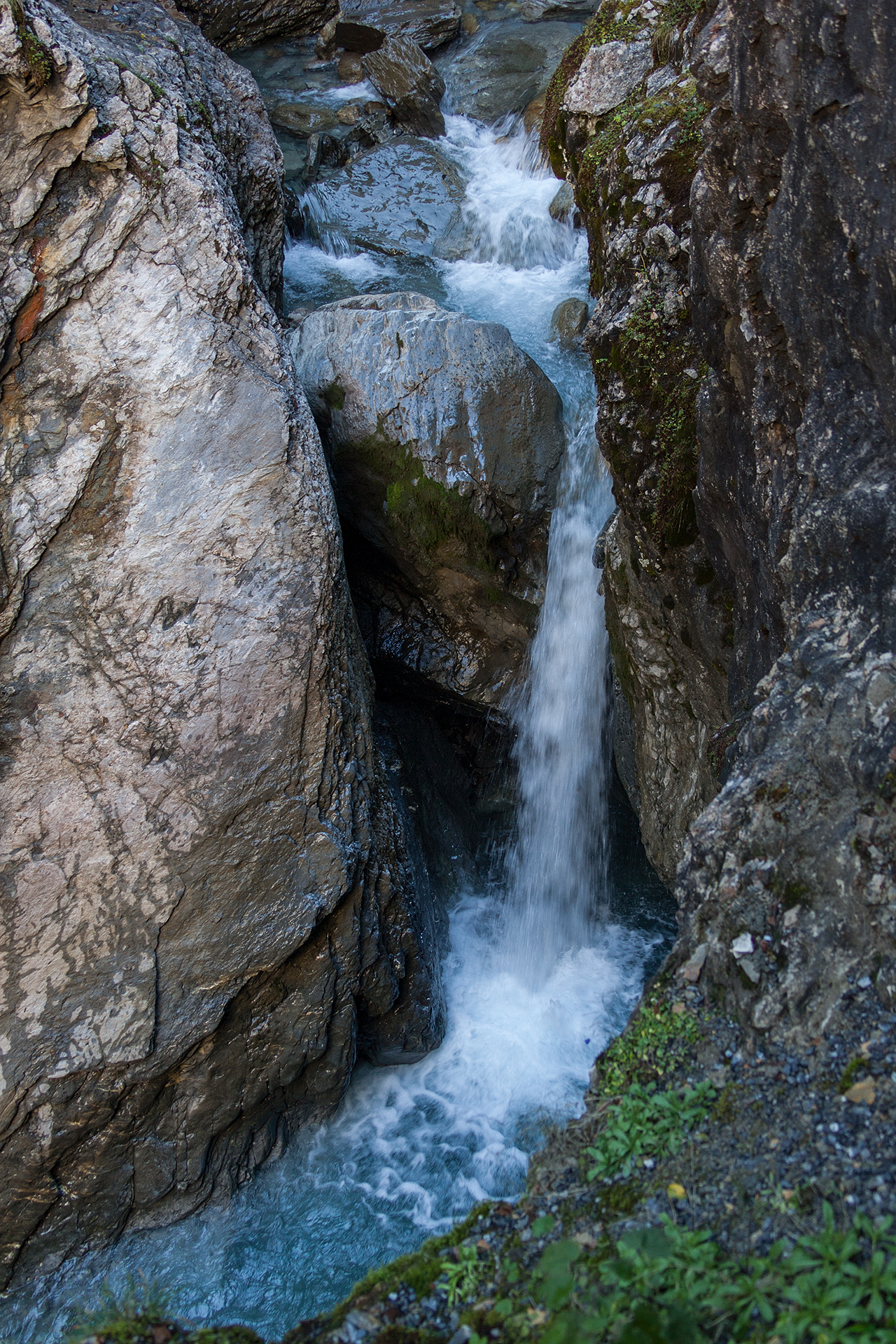
Gorges du glacier de Rosenlaui.

Le Reichenbach, qui donne son nom à la vallée, coule de la Grosse Scheidegg à Meiringen, où il se jette dans l’Aar.
L'avant-dernier village habité, Rosenlaui (1 328 m), se situe approximativement au milieu de la vallée. Rosenlaui rappelle, avec son hôtel historique, les débuts du tourisme en Suisse. Par conséquent, la vallée est souvent appelée Rosenlauital.
Au-dessus de la vallée, un panorama s'ouvre sur le glacier de Rosenlaui avec vue sur le Wetterhorn, le Dossen, l'Engelhörner (2 782 m) ou encore sur la paroi du Wellhorn (3 191 m). De là, des sentiers alpins mènent à l'Engelhornhütte et à la Dossenhütte. Un chemin de randonnée s'étend à travers un milieu naturel primitif.
À l'ouest de Rosenlaui, en direction de Grindelwald, se trouve Schwarzwaldalp. Le village marque la fin de la section de la route, qui est passable pour le trafic privé ; à partir de là, le voyage aller n'est autorisé que pour les cars postaux et les vélos (Bergpoststrasse). Ceux-ci vont de Meiringen à Grindelwald via le Schwarzwaldalp et la Grosse Scheidegg, généralement avec des changements à l'une ou l'autre de ces étapes.

## Gorge du glacier de Rosenlaui
Dans la Reichenbachtal, se trouve la gorge du glacier de Rosenlaui, un monument naturel d'importance nationale. Un sentier d'environ 500 m de long conduit à travers des pentes raides et humides à travers une gorge étroite où coule l'eau de fonte du glacier de Rosenlaui et dont les parois atteignent 70 m à 80 m de haut.

## Extraction de pierre
À Rosenlaui, des linteaux ont parfois été prélevés pour la production de pierres et transformés à Berne. Ces roches sont des calcaires et des brèches qui, au XVIIIe siècle, étaient utilisés pour les panneaux de meubles.

## Tourisme

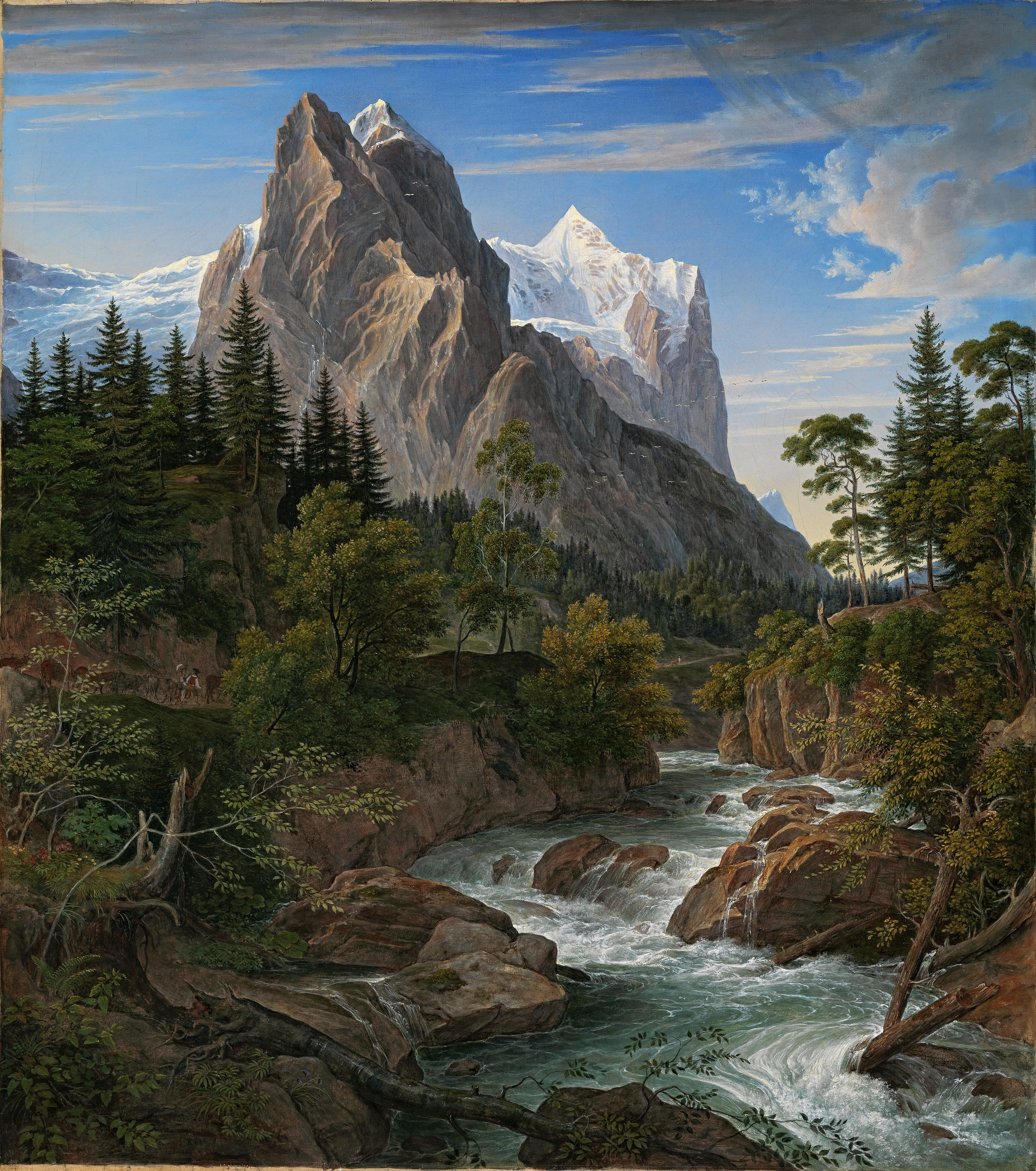
Joseph Anton Koch, Le Wetterhorn du Rosenlaui, huile sur toile, 1824.

Dès la fin du XVIIIe siècle et le début du XIXe siècle, la vallée naturelle est devenue une destination touristique au cours de la redécouverte des Alpes à la période romantique. Des peintres importants tels que Caspar Wolf, Joseph Anton Koch, Alexandre Calame et François Diday ont capturé le paysage extrêmement romantique avec le glacier Rosenlaui et le Wetterhorn sur la toile. Le conseil de gouvernement du canton de Berne a érigé un monument dédié aux peintres alpins du Rosenlaui.
Au milieu du XIXe siècle fut fondé le spa à Rosenlaui, qui fut étendu jusqu'en 1914 au grand complexe hôtelier dans la construction de chalets. Le paysage montagneux naturel avec ses glaciers et ses gorges est aujourd'hui une attraction touristique pour un tourisme responsable.

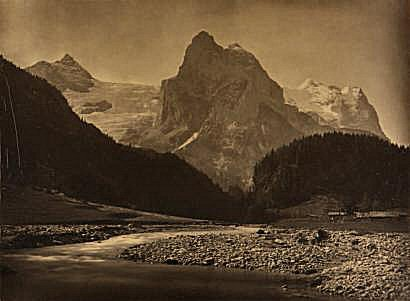
Adolphe Braun : Wellhorn vers 1860.

À partir de 1860, la Reichenbachtal constitua un pôle d'attraction pour les pionniers de la photographie de montagne, tels qu'Adolphe Braun et Vittorio Sella. Les guides de montagne locaux ont aidé les photographes lors des épuisantes excursions en montagne à porter les boîtes d’appareils photo en bois et les lourdes plaques-images aux photomatons.